# Zorica Nuševa
Zorica Nuševa, née en 1984 à Delčevo, est une actrice macédonienne.

## Biographie
Nuševa a acquis sa première expérience théâtrale à l'école avec des récitations et en tant que chanteuse dans une chorale.
En 2007, elle termine ses études d'art dramatique à l'École d'art dramatique (FDU) de Skopje.
Nuševa travaille principalement au théâtre dans des pièces comiques. Elle est membre de la troupe de théâtre comique de Skopje.
En 2019, elle fait ses débuts au cinéma avec Dieu existe, son nom est Petrunya (Gospod postoi, imeto ì e Petrunija) de Teona Strugar Mitevska, une satire sociale dans laquelle elle tient le rôle principal d'une Macédonienne frustrée, au chômage, qui  intervient illégalement dans une procession religieuse réservée aux hommes.
Nuševa est mariée et vit à Skopje. Elle est la mère de deux enfants.

## Filmographie
- 2019 : Dieu existe, son nom est Petrunya (Gospod postoi, imeto ì e Petrunija) de Teona Strugar Mitevska : Petrunya